# Wladimir Grigorjewitsch Fjodorow

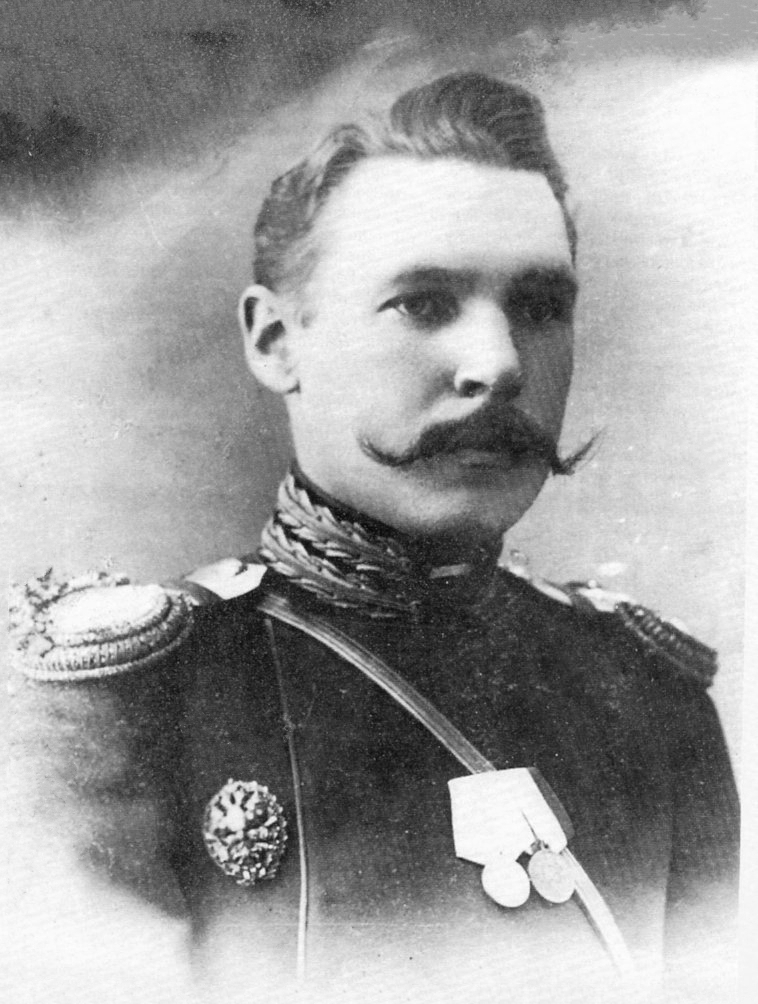
Wladimir Fjodorow (1900)

Wladimir Grigorjewitsch Fjodorow (russisch Владимир Григорьевич Фёдоров; * 3. Maijul. / 15. Mai 1874greg. in Sankt Petersburg; † 19. September 1966 in Moskau) war ein russisch/sowjetischer Generalleutnant und Konstrukteur.
Er entwickelte vor dem Ersten Weltkrieg das russische Sturmgewehr Awtomat Fjodorowa und in der Sowjetunion gemeinsam mit Wassili Alexejewitsch Degtjarjow das Infanterie-Maschinengewehr DP. Ab 1918 war er technischer Direktor der Ersten russischen Gewehr- und Maschinengewehrfabrik in Kowrow.